# Hotel New York
Hotel New York – szósty album Anouk wydany 3 grudnia 2004 roku.

## Lista utworów
1. „Girl” – 3:30
2. „Heaven Knows” – 3:45
3. „More Than You Deserve” – 4:20
4. „Falling Sun” – 3:32
5. „Lost” – 3:42
6. „Alright” – 3:33
7. „Help” – 3:24
8. „Our Own Love” – 3:34
9. „Jerusalem” – 3:55
10. „One Word” – 4:02
11. „I Spy” – 3:44
12. „Fading” – 4:45